# Тебе кличе час
«Тебе кличе час» (кор. 너의 시간 속으로) — південнокорейський телесеріал, що розповідає історію про жінку, яка, втративши свого хлопця в катастрофі, з теперішнього потрапляє в 1998, де зустрічає його копію. Він заснований на тайванському серіалі «Колись або одного дня» режисера Хуана Тєньцзень. Серіал вийшов на платформі Netflix 8 вересня 2023. У головних ролях Ан Хьосоп, Чон Йобін та Кан Хун.

## Сюжет
Хан Чунхі, яка втратила свого хлопця Ку Йонджун в авіакатастрофі рік тому, досі не може змиритися з тим фактом, що він помер. Одного разу на роботі на свій день народження отримує подарунок від незнайомця, якій її здається схожим Йонджуна. Наздогнати незнайомця її не вдається, тому вона відкриває подарунок, яким став касетний плеєр з касетою альбому Tears Со Джівона. Під час поїздки Чунхі в автобусі прослуховує пісню «Gather my tears», згадуючи про Йонджуна і прокинувшись виявляє, що вона в лікарні, де на її пробудження чекають Чон Інґю і Нам Сіхун, останній дуже нагадує її хлопця. Потім вона виявляє, що перемістилася в тіло Квон Мінджу і зараз 1998 рік. Після повернення у свій час вона намагається з'ясувати, чому Сіхун дуже нагадує Йонджуна і знаходить крамницю Record 27, де працює дядько Мінджу, Пе Чхівон. Там вона дізнається, що Квон Мінджу загинула в 1998 році, а також отримує її щоденник. Тому тепер, окрім з'ясувати як Йонджуна і Сіхун пов'язані, намагається врятувати Мінджу від загибелі.

## Акторський склад

### Головні ролі
- Ан Хьосоп(інші мови) як Ку Йонджун/Нам Сіхун[a][7][8]

Ку Йонджун (наш час): Хлопець Хан Чунхі, який має власну майстерню в якій працює. Він разом із Хан Чунхі навчалися в одному університеті. Загинув в авіакатастрофі у 2022 році.
Нам Сіхун (1998): Однокласник Мінджу навчається разом із нею в школі Ноксан. Має найкращого друга Чон Інґю. Закохується у Квон Мінджу, коли її свідомістю керує Хан Чунхі.
- Чон Йобін(інші мови) як Хан Чунхі/Квон Мінджу[7][8]

Хан Чунхі (наш час): Працює в технологічній компанії. Мала хлопця Ку Йонджун, який загинув рік тому в автокатастрофі, але досі не може його забути, їй, здається, що він досі живий. Одного дня раптово потрапляє в минуле в тіло Квон Мінджу.
Квон Мінджу (1998): Навчається в школі Ноксан і закохана в Нам Сіхун, але через свою замкненість не може привертати його увагу до себе. Почуття Чон Інґю відхиляє, бо не зацікавлена в ньому. В її тіло потрапляє Хан Чунхі.
- Кан Хун як Чон Інґю[7][8]

Найкращий друг Нам Сіхун і навчається з ним у школі Ноксан. Таємно закоханий у Квон Мінджу до того, як ще в її тіло потрапила Хан Чунхі.

### Другорядні ролі

#### Сім'я Мінджу (1998)
- Пак Хьокквон(інші мови) як Пе Чхівон[13][14]

Дядько Мінджу, який мав крамницю з продажу музичних альбомів, а в наш час є власником кав'ярні «Record 27».
- Чан Хєджін(інші мови) як Пе Мійон[13]

Мати Мінджу і Дохуна.
- Лі Мінґу як Квон Дохун[15]

Молодший брат Мінджу.
- Сон Кіюн(інші мови) як Квон Санджо

Батько Мінджу і Дохуна.

#### Старша школа Ноксан (1998)
- О Йон(інші мови) як Тонджун[16]

Класний керівник класу, в якому Мінджу.
- Мін Чінун(інші мови) як О Чханхі[13][17]

Староста класу, в якому Мінджу, і старший брат Чанйон.
- Сон Чіу(інші мови) як Бьон Дахун[b][18]
- Кім Тхеджон як Пак Мінсан[19]
- Кім Іґьон(інші мови) як Пак Чіхі[20]
- Чан Юнджон як Чі Йонсон[21]
- Юн Санджон(інші мови) як Сон Хємі[22]
- Хан Чівон як Лі Суджін[23]

#### Люди навколо Чунхі (2023)
- Мін Чінун як О Чанйон[c][17]

Молодший брат Чханхі.
- Со Єхва(інші мови) як Со Наин[24]
- Лі Рансо(інші мови) як Сольґі[d]

#### Інші
- Лі Чусіль(інші мови) як Кєсун[25]

Бабуся Інґю.
- Лі Чіха(інші мови) як Суґьон

Мати Йонджуна.
- Лі Нара(інші мови) як Інйон

Старша сестра Йонджуна.
- Пек Сончхоль(інші мови) як Сеґвон

Поліційний детектив Ноксана.
- Кім Чхорюн(інші мови) як Помсон[26]

Поліційний детектив Ноксана.
- Кан Мьонсу як Місон

Мати Сіхуна.

### Особлива поява
- Чан Сехьон(інші мови) як Санхо (серія 1, 2)
- Пак Кіун(інші мови) як Мьон'іль (серія 4)
- Роун як Тхеха (серія 7, 8)[27][28]
- То Сан'у(інші мови) як Тохьон (серія 8)[29]

## Оригінальний саундтрек

### Сингл
| A Time Called You (Original Soundtrack) | A Time Called You (Original Soundtrack) | A Time Called You (Original Soundtrack) | A Time Called You (Original Soundtrack) | A Time Called You (Original Soundtrack) | A Time Called You (Original Soundtrack) |
| #                                       | Назва                                   | Автор слів                              | Автор музики                            | Виконавець                              | Тривалість                              |
| --------------------------------------- | --------------------------------------- | --------------------------------------- | --------------------------------------- | --------------------------------------- | --------------------------------------- |
| 1.                                      | «Beautiful Restriction» (아름다운 구속) | Хан Кьонхє                              | Кім Чонсо                               | NewJeans                                | 3:52                                    |
| 3:52                                    |                                         |                                         |                                         |                                         |                                         |

### Альбом
| A Time Called You (Original Soundtrack) | A Time Called You (Original Soundtrack)                 | A Time Called You (Original Soundtrack) | A Time Called You (Original Soundtrack) | A Time Called You (Original Soundtrack) | A Time Called You (Original Soundtrack) |
| #                                       | Назва                                                   | Автор слів                              | Автор музики                            | Виконавець                              | Тривалість                              |
| --------------------------------------- | ------------------------------------------------------- | --------------------------------------- | --------------------------------------- | --------------------------------------- | --------------------------------------- |
| 1.                                      | «Never Ending Story»                                    | Кім Тхевон                              | Кім Тхевон                              | Кім Мінсок                              | 3:31                                    |
| 2.                                      | «Already One Year» (벌써 일년)                          | Хан Кьонхє                              | Юнґон                                   | Лім Кім                                 | 3:43                                    |
| 3.                                      | «Melody»                                                | Чхве Інхі, Со Хьоніль                   | Кім Сон'юн                              | Пек А                                   | 4:04                                    |
| 4.                                      | «Never Got To Say That I Love You» (사랑한다는 흔한 말) | Лі Синмін                               | Чо Кюман                                | Sondia                                  | 4:08                                    |
| 5.                                      | «Bye» (안녕)                                            | Чон Кухьон, Асиль                       | Чон Кухьон                              | Кей                                     | 4:09                                    |
| 6.                                      | «Between Love and Friendship» (사랑과 우정 사이)        | О Тхехо                                 | О Тхехо                                 | Хон Теґван                              | 4:08                                    |
| 7.                                      | «Be with you»                                           | SEION                                   | Лі Міньон (1by1), SEION, Yeul (1by1)    | Хон Ісаак                               | 3:24                                    |
| 27:07                                   |                                                         |                                         |                                         |                                         |                                         |

### Музика на фоні
| A Time Called You BGM (Original Soundtrack) | A Time Called You BGM (Original Soundtrack) | A Time Called You BGM (Original Soundtrack) | A Time Called You BGM (Original Soundtrack) | A Time Called You BGM (Original Soundtrack) |
| #                                           | Назва                                       | Автор музики                                | Виконавець                                  | Тривалість                                  |
| ------------------------------------------- | ------------------------------------------- | ------------------------------------------- | ------------------------------------------- | ------------------------------------------- |
| 1.                                          | «I Will Find You»                           | Лі Сорі                                     | Лі Сорі                                     | 2:36                                        |
| 2.                                          | «Youth»                                     | Чхве Інхі, Лім Хьонджі                      | Чхве Інхі, Лім Хьонджі                      | 2:54                                        |
| 3.                                          | «Star»                                      | Лім Хьонджі                                 | Лім Хьонджі                                 | 3:09                                        |
| 4.                                          | «Leap Through Time»                         | Чхве Інхі, О Хєджу                          | Чхве Інхі, О Хєджу                          | 4:28                                        |
| 5.                                          | «Auto Reverse»                              | Чхве Інхі, О Хєджу                          | Чхве Інхі, О Хєджу                          | 3:49                                        |
| 6.                                          | «Take It»                                   | Лі Сорі                                     | Лі Сорі                                     | 2:58                                        |
| 7.                                          | «Us and Them»                               | Чхве Інхі, Лім Хьонджі                      | Чхве Інхі, Лім Хьонджі                      | 4:15                                        |
| 8.                                          | «Serenade in E Minor»                       | Чхве Інхі, О Хєджу                          | Чхве Інхі, О Хєджу                          | 2:58                                        |
| 9.                                          | «Without You»                               | Чхве Інхі, Лі Сорі                          | Чхве Інхі, Лі Сорі                          | 4:06                                        |
| 10.                                         | «Ever After»                                | Чхве Інхі, О Хєджу                          | Чхве Інхі, О Хєджу                          | 3:46                                        |
| 34:59                                       |                                             |                                             |                                             |                                             |

## Виноски
1. ↑  Правильною транслітерацією  буде Нам Сіхон, але в тексті використано офіційний переклад від Netflix.
2. ↑  Правильною транслітерацією  буде Пьон Дахьон, але в тексті використано офіційний переклад від Netflix.
3. ↑  Правильною транслітерацією  буде О Чханьон, але в тексті використано офіційний переклад від Netflix.
4. ↑  Правильною транслітерацією  буде Сильґі, але в тексті використано офіційний переклад від Netflix.